# Dolmen di Carapito I
Il dolmen di Carapito I è un monumento archeologico che si trova nel territorio della  freguesia  di Carapito, nel comune di Aguiar da Beira  nel Distretto di Guarda della Regione Beira Alta, in Portogallo.

## Storia
La costruzione del dolmen risale al periodo megalitico, attorno al XXIX secolo a.C.. Dopo le prime esplorazioni in epoche recenti, si registrarono crolli all'inizio del XX secolo. L'archeologa Irisalva Moita visitò il sito nel 1955 e lo descrisse come in stato di rovina.

## Descrizione
L'antichissimo manufatto si trova in ambiente campestre, ad occidente rispetto a Carapito. In origine faceva parte di un complesso che comprendeva altri due dolmen. Il Carapito I ha una struttura semplice e racchiude la camera centrale che ha una base poligonale con apertura che si rivolge a nord ovest. Le grandi lastre di pietra sono alte circa 3,5 metri. Nella seconda metà del XX secolo è stato oggetto di attenzione e di lavori di restauro.

## Monumento nazionale
Il dolmen Carapito I, conosciuto anche come Casa da Moura, è stato classificato monumento nazionale del Portogallo il 21 dicembre 1974.